# Каменный Бор (деревня)
Ка́менный Бор — деревня в составе Надвоицкого городского поселения Сегежского района Республики Карелия России.

## Общие сведения
Расположена на правом берегу реки Онда (река) недалеко от Ондской ГЭС.
От трассы Р21 «Кола» в деревню ведёт региональная дорога 86K-308 «„Кола“, км 748 — Сегежа» и далее — 86К-315 «Подъезд к деревне Каменный Бор».

## История
В 1973 году в деревне была открыта восьмилетняя школа.
В 1982 году рядом со школой-интернатом по инициативе директора каскада Выгских ГЭС Виктора Рыбакова был открыт памятник Николаю Варламову (скульптор Андрей Архипов), а в самой школе был организован музей 27-й стрелковой дивизии, в которой воевал Герой Советского Союза Варламов. В 2013 году в связи с расформированием интерната памятник был перенесён в Петрозаводск и установлен на улице, названной в честь героя, рядом со входом в речное училище.

## Население
Численность населения составляет 543 человека.